# A Cruz
A Cruz foi um jornal brasileiro sediado na cidade de Cuiabá, capital de Mato Grosso, que circulou entre os anos de 1910 e 1969. O periódico representou o início da imprensa católica no Estado, estando relacionado às disputas simbólicas entre a Igreja Católica e as novas religiões e ideologias que buscavam conquistar novos adeptos e aumentar sua presença no Brasil. As edições do jornal podem ser acessadas por meio dos acervos disponibilizados pelo Núcleo de Documentação e Informação Histórica Regional, pela Mitra Arquidiocesana de Cuiabá e pela Hemeroteca Digital da Biblioteca Nacional.

## História

### Contexto geral
O surgimento d'A Cruz está relacionado a importantes transformações no cenário brasileiro, sobretudo nas últimas décadas do século XIX. Em 1889, após o golpe militar e a deposição de Dom Pedro II, teve início a Primeira República brasileira. Consoante as aspirações republicanas, em 07 janeiro de 1890, por meio do Decreto 119-A, foi instituída a desvinculação oficial do Estado e da Igreja Católica. Com a Proclamação da República e a laicização do Estado, novas religiões e doutrinas ideológicas se expandiram no Brasil, como o espiritismo, o protestantismo, o ateísmo, o marxismo e a maçonaria. Esse fenômeno representou um desafio à Igreja Católica, uma vez que a competição pelo espaço religioso tornava-se mais acirrada e diversificada.
Além dos desafios enfrentados no quadro republicano, é importante apontar o alinhamento da hierarquia eclesiástica brasileira com a Igreja Católica no contexto internacional, sobretudo através das aproximações com a Santa Sé. No final do século XIX, a Igreja Católica Romana perdeu a soberania sobre os Estados Papais com a anexação de seus territórios ao Reino da Itália, episódio que entrou para a história como a Questão Romana. Esse acontecimento, somado ao avanço das ideias liberais e a crescente adesão social a outras religiões, motivou a Santa Sé a disseminar uma política que prezasse pelo fortalecimento da Instituição Católica, bem como formar alianças em outros países.
À medida em que a preocupação com o enfraquecimento da Igreja Católica tornava-se evidente no Brasil, se demandava uma maior ofensiva por parte da hierarquia eclesiástica brasileira, direcionada pelas pressões e exigências da Sé Romana. Dentre as ações promovidas, destacam-se os investimentos direcionados ao fortalecimento da imprensa católica. Para a Santa Sé, a imprensa católica desempenhava um papel fundamental no combate aos "erros" da sociedade moderna, considerada responsável pela deterioração da moral e dos bons costumes. Assim, os impressos católicos classificavam a si próprios como a "boa imprensa", representada como edificante e seguidora dos princípios cristãos. Do lado oposto, existiria a "má imprensa", formada por qualquer jornal que não compactuasse com a fé católica.
Nesse cenário, o episcopado brasileiro e a Santa Sé reconheciam as vantagens de utilizar a imprensa, e por esse motivo, uma quantidade considerável de periódicos católicos surgiram durante a primeira década do século XIX.

### Antecedentes e fundação
Em 1909, foi criada em Cuiabá a Liga Mato-Grossense de Livres Pensadores (LMLP), composta por um grupo de intelectuais cuiabanos, sendo a maioria deles pertencentes à maçonaria e influenciados pelo agnosticismo e pela corrente positivista. Republicanismo, Anticlericalismo, positivismo e liberalismo foram algumas das temáticas divulgadas e defendidas pela LMLP, que com a intenção de propagação dessas ideias a um público mais amplo, publicou em Cuiabá a revista A Reacção, em 11 de julho de 1909.
Com a expansão dos ideais anticlericais em Cuiabá, se elevou entre os católicos uma contraofensiva aos ataques d'A Reacção. No ano de 1910, foi criada a Liga Social Católica Brasileira de Mato Grosso (LSCMT), formada por católicos da elite local e membros do clero. Com a anuência de Dom Carlos Luíz D'Amour, a LSCMT foi responsável por fundar e financiar o jornal A Cruz, que obteve sua primeira publicação em 15 de maio de 1910. Sua produção se realizava no Seminário Episcopal Nossa Senhora da Conceição, e no primeiro ano de existência funcionou de forma quinzenal, sendo posteriormente publicado semanalmente.
O periódico foi idealizado pelo Frei Ambrósio Daydé, religioso ligado ao ultramontanismo que aliou-se a D. Carlos para combater os opositores da Igreja Católica. Ambrósio Daydé também foi o primeiro redator-chefe d'A Cruz, ocupando o cargo entre os anos de 1910 e 1925. O segundo a assumir a posição foi o intelectual Mato-grossense José de Mesquita, de 1925 a 1953. A Cruz não disponibilizou aos leitores o nome de todos os integrantes da redação. Algumas dessas informações só puderam ser obtidas a partir de edições específicas do jornal, como através das notas de falecimento ou felicitações de aniversário, momentos em que aparecia o nome do redator, ainda que não seja possível especificar sua atividade na publicação.
O semanário possuía um número considerável de colaboradores que publicavam em suas páginas, além do contato com correspondentes que encaminhavam telegramas com notícias de fora do Estado e do país. Um destes correspondentes era o Centro da Boa Imprensa, órgão sediado em Petrópolis, no Estado do Rio de Janeiro, que buscava auxiliar os "bons" jornais e revistas, coligando mais de 41 impressos católicos do Brasil. A Cruz, por sua vez, era filiado ao Centro da Boa Imprensa, o que fazia com que vários artigos vindos de Petrópolis fossem publicados no jornal.

## Visão Política
Durante sua existência, o jornal A Cruz manteve uma postura conservadora, em que defendia a cristianização da sociedade e o combate a outras religiões e ideologias acatólicas. Seu surgimento esteve relacionado ao pontificado do Papa Pio X (1903-1914), religioso ultraconservador que enfatizava a importância dos jornais católicos para a propagação dos ideais da "boa imprensa" e o combate à "má imprensa". Não destoante do contexto nacional, o periódico cuiabano teve por objetivo formar uma opinião pública favorável ao catolicismo e deslegitimar as religiões e ideologias modernas condenadas pelos Papas.
Na imagem abaixo, é possível observar as conexões do jornal com as políticas promovidas pela Sé Romana. Na capa, logo abaixo do título, o periódico exibia três frases significativas: "Venderei todas as minhas alfaias para que não se interrompa a publicação da 'Difesa'", atribuída ao Papa Pio X em apoio à continuidade da publicação da imprensa católica italiana; "A grandeza do Brasil pelo catolicismo", destacando a importância da religião católica para a sociedade; e "Só a imprensa pode reparar os males da imprensa", uma citação do Visconde de Bonald, filósofo contrarrevolucionário francês, enfatizando o papel da imprensa na correção dos vícios da própria imprensa.

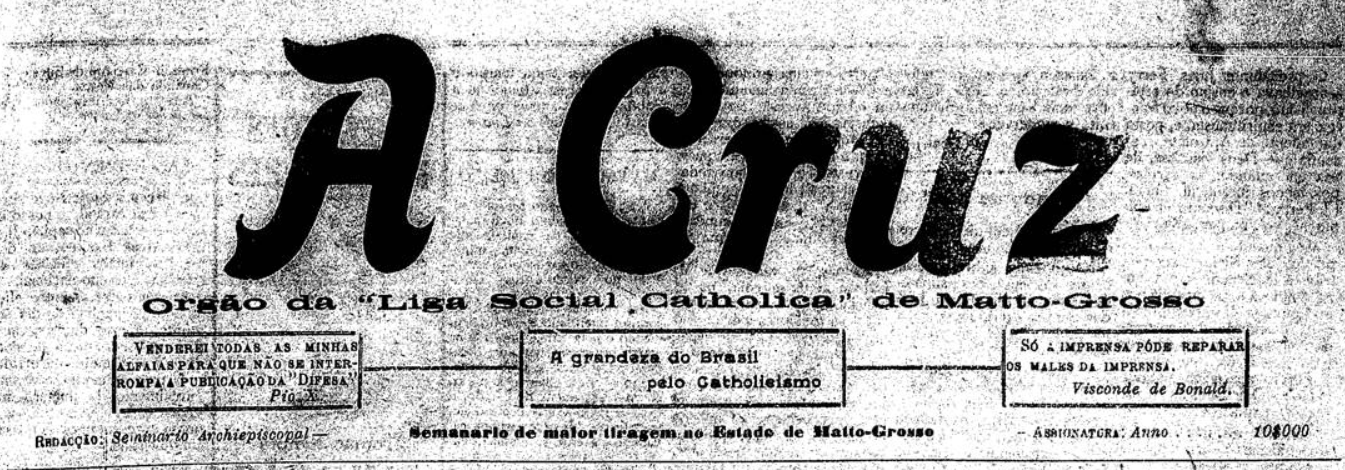
Capa do Jornal A Cruz

## Ligações Externas
- A Cruz na Hemeroteca Digital Brasileira